# Beihai (Guangxi)
Beihai (chinesisch 北海市, Pinyin Běihǎi Shì; Zhuang Bwzhaij Si) ist eine bezirksfreie Stadt im Südosten des Autonomen Gebiets Guangxi der Zhuang in der Volksrepublik China, mit 1.680.000 Einwohnern (Stand: 2018).

## Geografie
Das Verwaltungsgebiet der Stadt hat eine Fläche von 3.794 km².

### Administrative Gliederung
Auf Kreisebene setzt sich Beihai aus drei Stadtbezirken und einem Kreis zusammen (Stand: 2018):

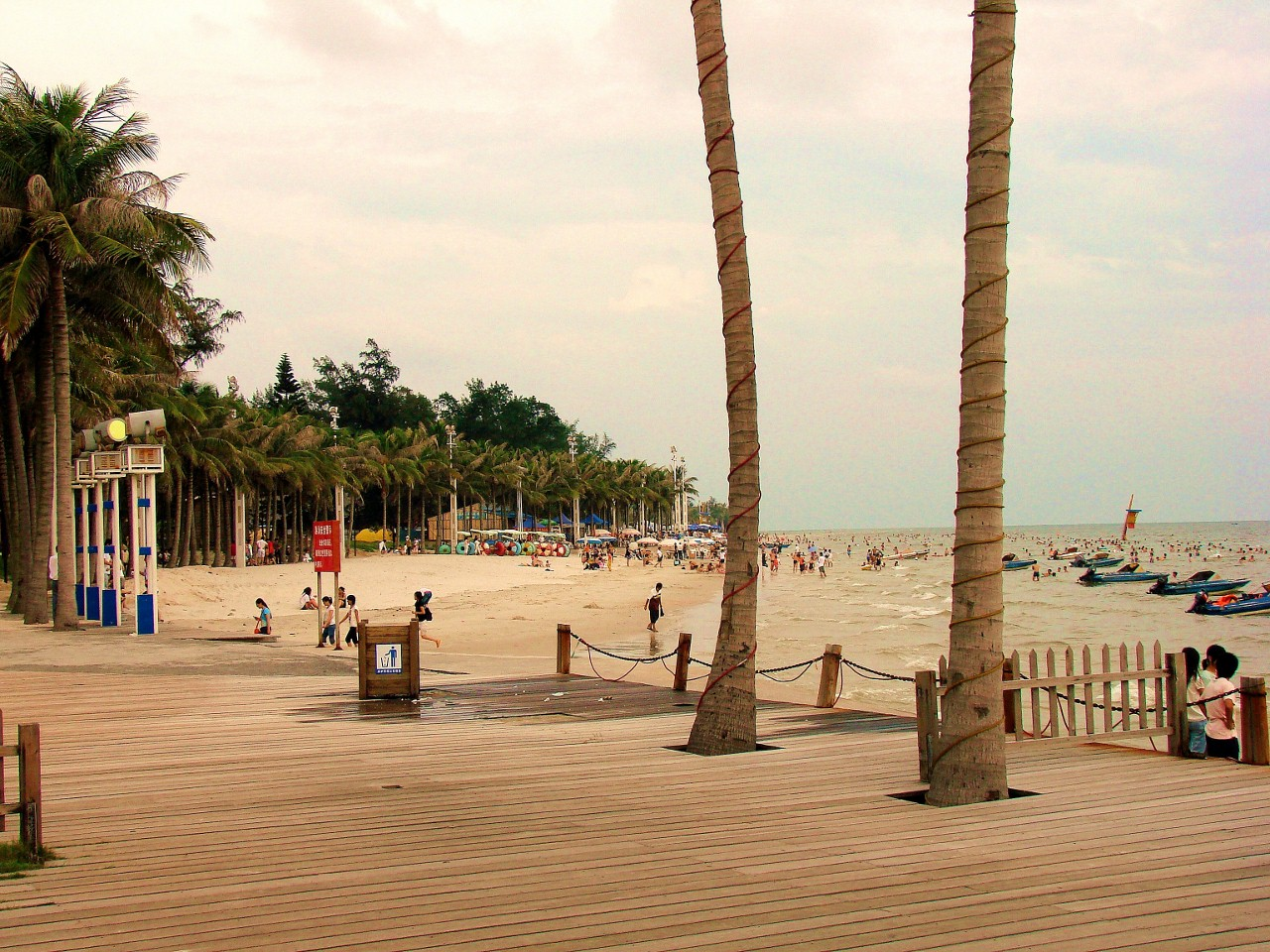
"Silber-Strand" in Beihai

- Stadtbezirk Haicheng (海城区), 151 km², 379.000 Einwohner, Zentrum, Sitz der Stadtregierung;
- Stadtbezirk Yinhai (银海区), 511 km², 203.500 Einwohner;
- Stadtbezirk Tieshangang (铁山港区), 493 km², 156.000 Einwohner;
- Kreis Hepu (合浦县), 2.640 km², 941.500 Einwohner, Hauptort: Großgemeinde Lianzhou (廉州镇).

## Geschichte
Nachdem während der COVID-19-Pandemie vom 11. bis 16. Juli 2022 mehr als 450 Infektionen registriert wurden, wurde durch die Behörden eine vollständige Ausgangssperre (lockdown) über die Stadt verhängt und eine Massentestung der Einwohner angeordnet. Dadurch wurden auch zahlreiche Touristen in der Stadt festgesetzt.

## Einzelnachweise

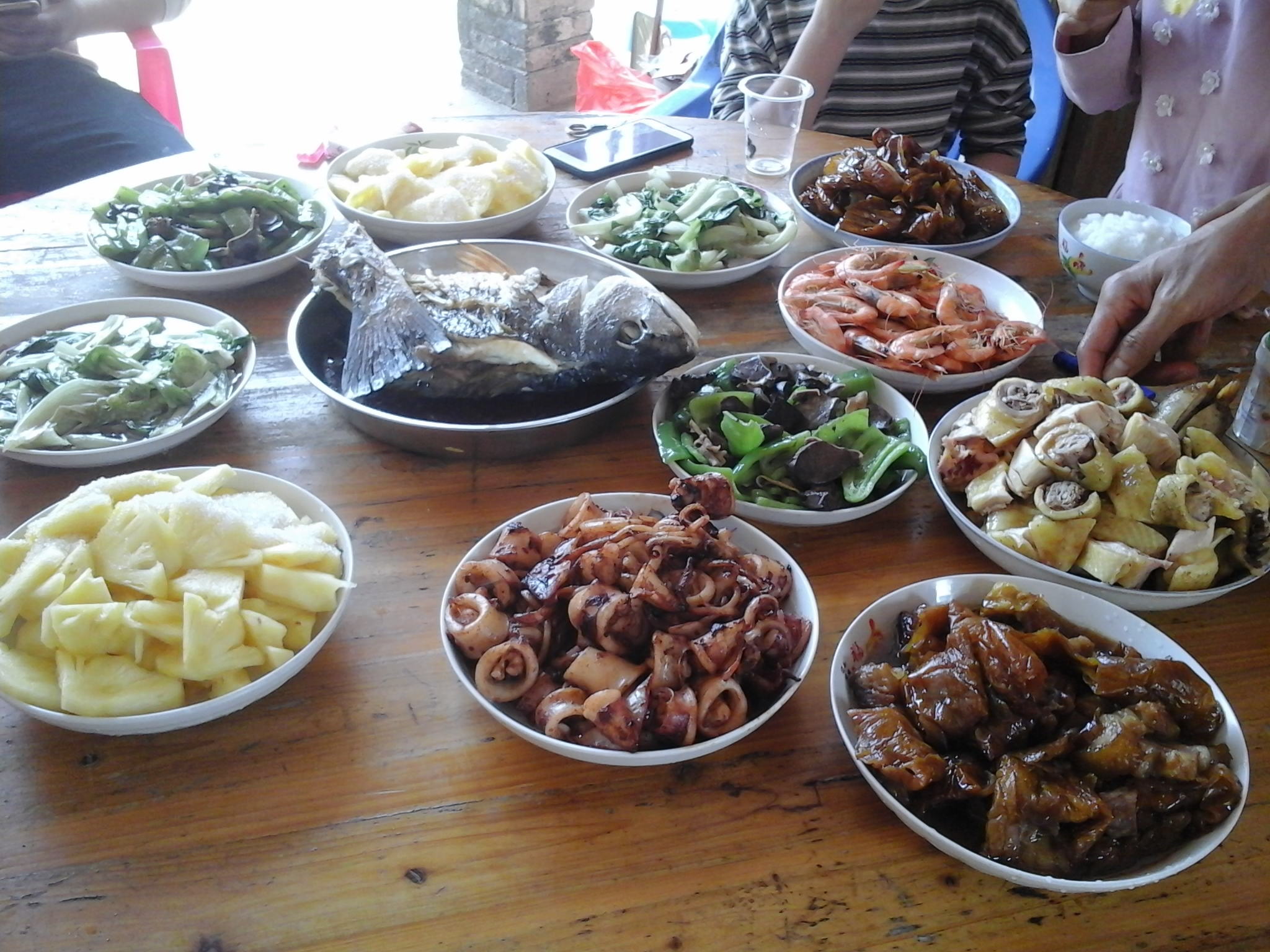
Hausmannskost in Beihai

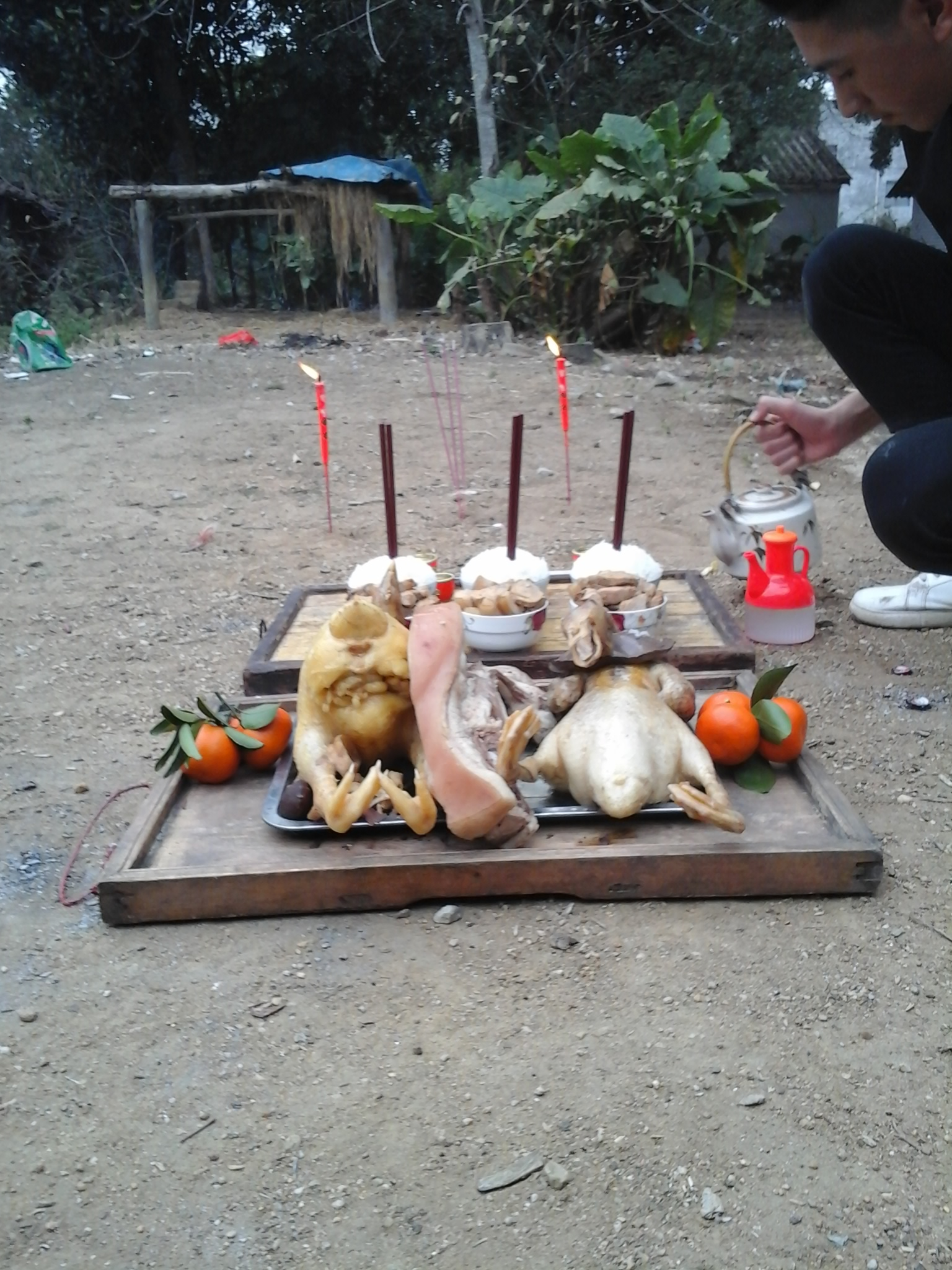
Traditionelle Frühlingsfest-Opfergabe eines Bauern

## Persönlichkeiten
- Lao Yi (* 1985), Sprinter